# Peter Härtl

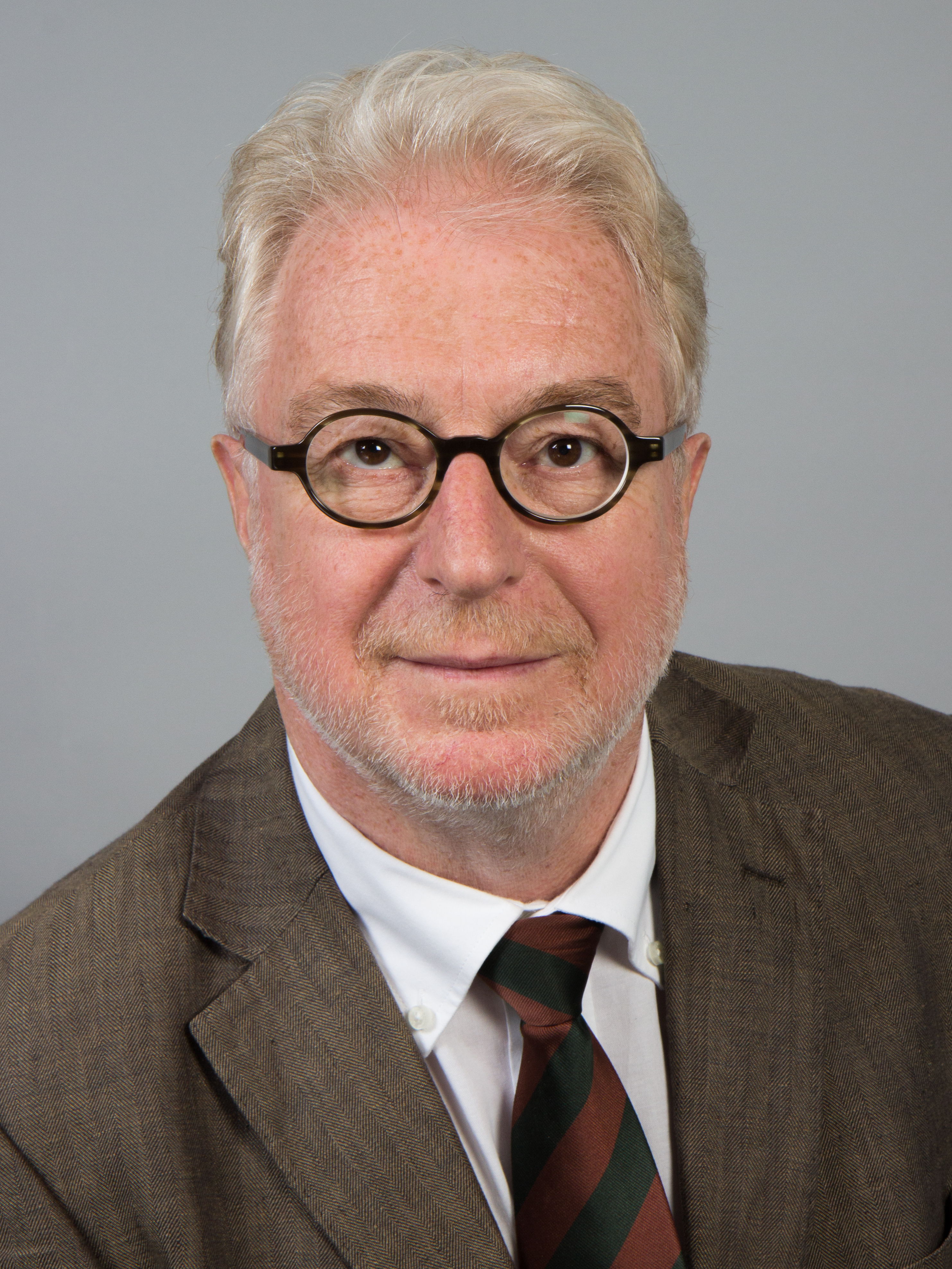

Peter Härtl (* 21. Oktober 1950 in Bremen) ist ein Jurist und Verwaltungsbeamter und von 2012 bis 2015 Bremer Staatsrat beim Senator für Gesundheit in Bremen.

## Biografie
Härtl hat nach dem Abitur den Zivildienst absolviert. Er studierte von 1971 bis 1977 Rechtswissenschaften an der Universität Bremen und erlangte die Befähigung zum Richteramt. Er war seit 1978 als Verwaltungsbeamter in Bremen tätig, u. a. beim Sozialwerk der Hochschulen, bei der Senatskommission für das Personalwesen (SKP) als Referatsleiter und seit 2000 beim Senator für Arbeit als Abteilungsleiter für Arbeits- und Sozialrecht, Lastenausgleich und Wiedergutmachung. Seit 2005 war er bis Ende 2012 Abteilungsleiter 1 für Zentrale Dienste beim Bremer Senatsressort für Soziales, Kinder, Jugend und Frauen.
Am 13. Dezember 2012 wurde er als Nachfolger von Joachim Schuster zum Staatsrat für Gesundheit als Vertreter von Senator Hermann Schulte-Sasse (Parteilos) vom Senat ernannt. Am 15. Juli 2015 folgte ihm Gerd-Rüdiger Kück.
Härtl wurde 2012 stellvertretender Vorsitzender des DRK-Kreisverbandes Bremen.
Er ist verheiratet und hat drei erwachsene Kinder.